# طواف فلاندرز للسيدات 2024
طواف فلاندرز للسيدات 2024 (بالفرنسية: Tour des Flandres féminin 2024)‏ هو سباق دراجات هوائية، وهو الموسم الحادي والعشرين من طواف فلاندرز للسيدات، وأقيم في 31 مارس 2024 ضمن سباقات طواف العالم للدراجات للسيدات 2024، وشارك فيه  143 متسابقاً ووصل إلى نهايته  88 متسابقاً.
فاز بالمركز الأول إليسا ونغو بورغيني، وفاز بالمركز الثاني كاتارزينا نيفيادوما، وفاز بالمركز الثالث شيرين فان أنروي، وتصدر تصنيف طواف العالم لوت كوبيكي.

## الفرق
| فرق سيدات عالمية (15)- إن إكس تي جي ريسينغ ‏ - كانيون–إس آر إيه إم ريسينغ 2024 ‏ - Ceratizit Pro Cycling ‏ - FDJ–Suez ‏ - بلانتور بورا سيلينج تيم ‏ - رالي سايكلنج 2024 ‏ - Lidl–Trek (women's team) ‏ - Liv AlUla Jayco ‏ - موفيستار للسيدات ‏ - فريق كوجياس ميتلر لوك برو للدراجات ‏ - فريق سنويب للسيدات ‏ - إس دي وركس ‏ - جامبو فيسما للسيدات ‏ - يو أي أيه تيم 2024 ‏ - فريق أونو إكس برو للدراجات للسيدات ‏ فرق دراجات قارية سيدات (9)- اركيا للسيدات ‏ - بنجوال شوفالمير ‏ - Cofidis Women Team ‏ - EF Education–Oatly ‏ - دروبز ‏ - لوتو بيليسول للسيدات ‏ - Proximus-Cyclis CT‏ - تيم كوب هايتك بوردكتس ‏ - باركهوتل فالكنبورغ ‏ |  |
| |  |

## المشاركون
| إس دي وركس ‏ SDW | إس دي وركس ‏ SDW          | إس دي وركس ‏ SDW |
| --------------- | ------------------------ | --------------- |
| م               | عداء                     | مرتبة           |
| 1               | لوت كوبيكي (طريق)        | 5               |
| 2               | Mischa Bredewold ‏ (طريق) | 24              |
| 3               | مارلين رويسر (طريق)      | لم يكمل السباق  |
| 4               | كريستين ماجروس (طريق)    | 40              |
| 5               | ديمي فوليرينغ (طريق)     | 8               |
| 6               | لورينا ويبيس             | 11              |

| إن إكس تي جي ريسينغ ‏ AGS | إن إكس تي جي ريسينغ ‏ AGS | إن إكس تي جي ريسينغ ‏ AGS |
| ------------------------ | ------------------------ | ------------------------ |
| م                        | عداء                     | مرتبة                    |
| 11                       | Justine Ghekiere ‏        | لم يكمل السباق           |
| 12                       | Anya Louw ‏               | لم يكمل السباق           |
| 13                       | Julie Van de Velde ‏      | 74                       |
| 14                       | كيمبرلي لي كورت          | 23                       |
| 15                       | Ilse Pluimers ‏           | 71                       |
| 16                       | Maud Rijnbeek ‏           | لم يكمل السباق           |

| كانيون–إس آر إيه إم ‏ CSR | كانيون–إس آر إيه إم ‏ CSR | كانيون–إس آر إيه إم ‏ CSR |
| ------------------------ | ------------------------ | ------------------------ |
| م                        | عداء                     | مرتبة                    |
| 21                       | كاتارزينا نيفيادوما      | 2                        |
| 22                       | تيفاني كرومويل           | لم يكمل السباق           |
| 23                       | Elise Chabbey ‏           | 87                       |
| 24                       | كلو ديجيرت (طريق)        | 43                       |
| 25                       | ثريا بالادين             | 18                       |
| 26                       | Alice Towers ‏            | 79                       |

| Ceratizit Pro Cycling ‏ WNT | Ceratizit Pro Cycling ‏ WNT | Ceratizit Pro Cycling ‏ WNT |
| -------------------------- | -------------------------- | -------------------------- |
| م                          | عداء                       | مرتبة                      |
| 31                         | Alice Maria Arzuffi ‏       | 56                         |
| 32                         | Nina Berton ‏               | 19                         |
| 33                         | Arianna Fidanza ‏           | 68                         |
| 34                         | Marta Jaskulska ‏           | 84                         |
| 35                         | Cédrine Kerbaol ‏           | 34                         |
| 36                         | Marta Lach ‏                | 54                         |

| FDJ–Suez ‏ FST | FDJ–Suez ‏ FST      | FDJ–Suez ‏ FST  |
| ------------- | ------------------ | -------------- |
| م             | عداء               | مرتبة          |
| 41            | Vittoria Guazzini ‏ | 46             |
| 42            | Loes Adegeest ‏     | 16             |
| 43            | Léa Curinier ‏      | 37             |
| 44            | Amber Kraak ‏       | 36             |
| 45            | غلاديس فيرهلست ‏    | لم يكمل السباق |
| 46            | جادي فيل           | 33             |

| بلانتور بورا سيلينج تيم ‏ ___ | بلانتور بورا سيلينج تيم ‏ ___ | بلانتور بورا سيلينج تيم ‏ ___ |
| ---------------------------- | ---------------------------- | ---------------------------- |
| م                            | عداء                         | مرتبة                        |
| 51                           | ساني كانت                    | 77                           |
| 52                           | Evy Kuijpers ‏                | 45                           |
| 53                           | Julie De Wilde ‏              | 67                           |
| 54                           | Yara Kastelijn ‏              | لم يكمل السباق               |
| 55                           | Puck Pieterse ‏               | 6                            |
| 56                           | Christina Schweinberger ‏     | 32                           |

| رالي سايكلنج ‏ HPH | رالي سايكلنج ‏ HPH   | رالي سايكلنج ‏ HPH |
| ----------------- | ------------------- | ----------------- |
| م                 | عداء                | مرتبة             |
| 61                | Audrey Cordon-Ragot | 44                |
| 62                | Linda Zanetti ‏      | لم يكمل السباق    |
| 63                | Maëlle Grossetête ‏  | 82                |
| 64                | رومي كاسبر          | لم يكمل السباق    |
| 65                | ليلي وليامز         | 29                |
| 66                | Katia Ragusa ‏       | 41                |

| Lidl–Trek (women's team) ‏ LTK | Lidl–Trek (women's team) ‏ LTK | Lidl–Trek (women's team) ‏ LTK |
| ----------------------------- | ----------------------------- | ----------------------------- |
| م                             | عداء                          | مرتبة                         |
| 71                            | إليسا ونغو بورغيني (طريق)     | 1                             |
| 72                            | إليسا بالسامو                 | 47                            |
| 73                            | لوسيندا براند                 | 22                            |
| 74                            | Lizzie Deignan                | لم يكمل السباق                |
| 75                            | Lauretta Hanson ‏              | 30                            |
| 76                            | شيرين فان أنروي               | 3                             |

| Liv AlUla Jayco ‏ LAJ | Liv AlUla Jayco ‏ LAJ | Liv AlUla Jayco ‏ LAJ |
| -------------------- | -------------------- | -------------------- |
| م                    | عداء                 | مرتبة                |
| 81                   | ليتيزيا باتيرنوستر   | 9                    |
| 82                   | Georgie Howe ‏        | لم يكمل السباق       |
| 83                   | Jeanne Korevaar ‏     | 48                   |
| 84                   | Alexandra Manly ‏     | 83                   |
| 85                   | Amber Pate ‏          | 73                   |
| 86                   | Silke Smulders ‏      | 28                   |

| موفيستار للسيدات ‏ MOV | موفيستار للسيدات ‏ MOV | موفيستار للسيدات ‏ MOV |
| --------------------- | --------------------- | --------------------- |
| م                     | عداء                  | مرتبة                 |
| 91                    | أرلينيس سيرا (طريق)   | 12                    |
| 92                    | أود بيانيك            | 42                    |
| 93                    | Emma Norsgaard        | 20                    |
| 94                    | شيلا جوتيريز          | لم يكمل السباق        |
| 95                    | فلورتجي ماكايج        | 81                    |
| 96                    | Lucia Ruiz Pérez ‏     | لم يكمل السباق        |

| فريق كوجياس ميتلر لوك برو للدراجات ‏ CGS | فريق كوجياس ميتلر لوك برو للدراجات ‏ CGS | فريق كوجياس ميتلر لوك برو للدراجات ‏ CGS |
| --------------------------------------- | --------------------------------------- | --------------------------------------- |
| م                                       | عداء                                    | مرتبة                                   |
| 101                                     | Antri Christoforou ‏ (طريق)              | لم يكمل السباق                          |
| 102                                     | Maggie Coles-Lyster ‏                    | 26                                      |
| 103                                     | Sofia Collinelli ‏                       | لم يكمل السباق                          |
| 104                                     | تمارا بالابولينا ‏ (طريق)                | 27                                      |
| 105                                     | Giorgia Vettorello ‏                     | 72                                      |
| 106                                     | إيلينا بيروني                           | 86                                      |

| فريق سنويب للسيدات ‏ DFP | فريق سنويب للسيدات ‏ DFP | فريق سنويب للسيدات ‏ DFP |
| ----------------------- | ----------------------- | ----------------------- |
| م                       | عداء                    | مرتبة                   |
| 111                     | فايفر جورجي (طريق)      | 13                      |
| 112                     | Francesca Barale ‏       | 39                      |
| 113                     | فرانشيسكا كوش ‏          | 49                      |
| 114                     | Josie Nelson ‏           | لم يكمل السباق          |
| 115                     | Daniek Hengeveld ‏       | لم يكمل السباق          |
| 116                     | Eleonora Ciabocco ‏      | 38                      |

| جامبو فيسما للسيدات ‏ TVL | جامبو فيسما للسيدات ‏ TVL | جامبو فيسما للسيدات ‏ TVL |
| ------------------------ | ------------------------ | ------------------------ |
| م                        | عداء                     | مرتبة                    |
| 121                      | ماريان فوس               | 4                        |
| 122                      | Sophie von Berswordt ‏    | 55                       |
| 123                      | Lieke Nooijen ‏           | 57                       |
| 124                      | Linda Riedmann ‏          | 70                       |
| 125                      | Fem van Empel ‏           | 17                       |
| 126                      | Margaux Vigié ‏           | 78                       |

| يو أي أيه تيم ‏ UAD | يو أي أيه تيم ‏ UAD   | يو أي أيه تيم ‏ UAD |
| ------------------ | -------------------- | ------------------ |
| م                  | عداء                 | مرتبة              |
| 131                | Silvia Persico ‏      | 7                  |
| 132                | ألينا أمياليوسيك     | 85                 |
| 133                | صوفيا بيرتيزولو      | لم يكمل السباق     |
| 134                | كيارا كونسوني        | 35                 |
| 135                | Eleonora Gasparrini ‏ | 80                 |
| 136                | Karlijn Swinkels ‏    | 10                 |

| فريق أونو إكس برو للدراجات للسيدات ‏ UXM | فريق أونو إكس برو للدراجات للسيدات ‏ UXM | فريق أونو إكس برو للدراجات للسيدات ‏ UXM |
| --------------------------------------- | --------------------------------------- | --------------------------------------- |
| م                                       | عداء                                    | مرتبة                                   |
| 141                                     | ماريا جوليا كونفالونيري                 | لم يكمل السباق                          |
| 142                                     | سوزان أندرسن (طريق)                     | 76                                      |
| 143                                     | إلينور باركر                            | لم يكمل السباق                          |
| 144                                     | Simone Boilard ‏                         | 52                                      |
| 145                                     | Marte Berg Edseth ‏                      | لم يكمل السباق                          |
| 146                                     | أنوسكا كوستر                            | 65                                      |

| Cofidis Women Team ‏ COF | Cofidis Women Team ‏ COF  | Cofidis Women Team ‏ COF |
| ----------------------- | ------------------------ | ----------------------- |
| م                       | عداء                     | مرتبة                   |
| 151                     | Martina Alzini ‏          | 75                      |
| 152                     | Victoire Berteau ‏ (طريق) | 14                      |
| 153                     | Josie Talbot ‏            | لم يكمل السباق          |
| 154                     | Špela Kern ‏              | لم يكمل السباق          |
| 155                     | سارة روي                 | 61                      |
| 156                     | كيرستي فان هافتن         | لم يكمل السباق          |

| اركيا للسيدات ‏ ARK | اركيا للسيدات ‏ ARK  | اركيا للسيدات ‏ ARK |
| ------------------ | ------------------- | ------------------ |
| م                  | عداء                | مرتبة              |
| 161                | Lotte Claes ‏        | 69                 |
| 162                | Maaike Coljé ‏       | لم يكمل السباق     |
| 163                | ميشيلا دراموند      | لم يبدأ            |
| 164                | إميليا فهلين (طريق) | 63                 |
| 165                | Anaïs Morichon ‏     | لم يكمل السباق     |
| 166                | Maëva Squiban ‏      | لم يكمل السباق     |

| بنجوال شوفالمير ‏ CHE | بنجوال شوفالمير ‏ CHE | بنجوال شوفالمير ‏ CHE |
| -------------------- | -------------------- | -------------------- |
| م                    | عداء                 | مرتبة                |
| 171                  | Tara Gins ‏           | لم يكمل السباق       |
| 172                  | مالين إريكسن ‏        | لم يكمل السباق       |
| 173                  | Antonia Gröndahl ‏    | لم يكمل السباق       |
| 174                  | Cleo Kiekens ‏        | لم يكمل السباق       |
| 175                  | حنا نيلسون           | 88                   |
| 176                  | Emily Watts ‏         | لم يكمل السباق       |

| EF Education–Oatly ‏ EFC | EF Education–Oatly ‏ EFC | EF Education–Oatly ‏ EFC |
| ----------------------- | ----------------------- | ----------------------- |
| م                       | عداء                    | مرتبة                   |
| 181                     | Coryn Labecki           | لم يكمل السباق          |
| 182                     | Letizia Borghesi ‏       | 31                      |
| 183                     | كريستين فولكنر          | 21                      |
| 184                     | أليسون جاكسون (طريق)    | 58                      |
| 185                     | نينا كيسلر              | 59                      |
| 186                     | Noemi Rüegg ‏            | لم يكمل السباق          |

| دروبز ‏ LPW | دروبز ‏ LPW             | دروبز ‏ LPW     |
| ---------- | ---------------------- | -------------- |
| م          | عداء                   | مرتبة          |
| 191        | Maddie Leech ‏          | لم يكمل السباق |
| 192        | هايدي فرانز            | لم يكمل السباق |
| 193        | أليسيا غونزاليس بلانكو | لم يكمل السباق |
| 194        | Kristýna Burlová ‏      | لم يكمل السباق |
| 195        | NED                    | لم يكمل السباق |
| 196        | Ella Jamieson‏          | لم يكمل السباق |

| لوتو بيليسول للسيدات ‏ LDL | لوتو بيليسول للسيدات ‏ LDL | لوتو بيليسول للسيدات ‏ LDL |
| ------------------------- | ------------------------- | ------------------------- |
| م                         | عداء                      | مرتبة                     |
| 201                       | ثاليتا دي جونج            | 15                        |
| 202                       | Wilma Aintila ‏            | 50                        |
| 203                       | Audrey De Keersmaeker ‏    | لم يكمل السباق            |
| 204                       | Fauve Bastiaenssen ‏       | 25                        |
| 205                       | Mieke Docx ‏               | لم يكمل السباق            |
| 206                       | Quinty van de Guchte ‏     | لم يكمل السباق            |

| Proximus-Cyclis CT‏ ___ | Proximus-Cyclis CT‏ ___ | Proximus-Cyclis CT‏ ___ |
| ---------------------- | ---------------------- | ---------------------- |
| م                      | عداء                   | مرتبة                  |
| 211                    | Amber Aernouts‏         | لم يكمل السباق         |
| 212                    | Lente Boskamp‏          | لم يكمل السباق         |
| 213                    | Marieke de Groot ‏      | لم يكمل السباق         |
| 214                    | Marga López (cyclist) ‏ | لم يكمل السباق         |
| 215                    | Febe Poppe‏             | لم يكمل السباق         |
| 216                    | Deborah Veerman ‏       | لم يكمل السباق         |

| تيم كوب هايتك بوردكتس ‏ HPU | تيم كوب هايتك بوردكتس ‏ HPU | تيم كوب هايتك بوردكتس ‏ HPU |
| -------------------------- | -------------------------- | -------------------------- |
| م                          | عداء                       | مرتبة                      |
| 221                        | Camilla Rånes Bye‏          | لم يكمل السباق             |
| 222                        | India Grangier ‏            | 62                         |
| 223                        | Monica Greenwood ‏          | لم يكمل السباق             |
| 224                        | Sigrid Ytterhus Haugset ‏   | 53                         |
| 225                        | NOR                        | لم يكمل السباق             |
| 226                        | Aidi Gerde Tuisk ‏          | لم يكمل السباق             |

| باركهوتل فالكنبورغ ‏ VWT | باركهوتل فالكنبورغ ‏ VWT | باركهوتل فالكنبورغ ‏ VWT |
| ----------------------- | ----------------------- | ----------------------- |
| م                       | عداء                    | مرتبة                   |
| 231                     | Valerie Demey ‏          | لم يكمل السباق          |
| 232                     | Anne Dijkstra ‏          | 64                      |
| 233                     | Eline Jansen ‏           | 51                      |
| 234                     | Marieke Meert‏           | لم يكمل السباق          |
| 235                     | Scarlett Souren ‏        | 60                      |
| 236                     | Margot Vanpachtenbeke ‏  | 66                      |

| إس دي وركس ‏ SDW | إس دي وركس ‏ SDW          | إس دي وركس ‏ SDW |
| --------------- | ------------------------ | --------------- |
| م               | عداء                     | مرتبة           |
| 1               | لوت كوبيكي (طريق)        | 5               |
| 2               | Mischa Bredewold ‏ (طريق) | 24              |
| 3               | مارلين رويسر (طريق)      | لم يكمل السباق  |
| 4               | كريستين ماجروس (طريق)    | 40              |
| 5               | ديمي فوليرينغ (طريق)     | 8               |
| 6               | لورينا ويبيس             | 11              |

| إن إكس تي جي ريسينغ ‏ AGS | إن إكس تي جي ريسينغ ‏ AGS | إن إكس تي جي ريسينغ ‏ AGS |
| ------------------------ | ------------------------ | ------------------------ |
| م                        | عداء                     | مرتبة                    |
| 11                       | Justine Ghekiere ‏        | لم يكمل السباق           |
| 12                       | Anya Louw ‏               | لم يكمل السباق           |
| 13                       | Julie Van de Velde ‏      | 74                       |
| 14                       | كيمبرلي لي كورت          | 23                       |
| 15                       | Ilse Pluimers ‏           | 71                       |
| 16                       | Maud Rijnbeek ‏           | لم يكمل السباق           |

| كانيون–إس آر إيه إم ‏ CSR | كانيون–إس آر إيه إم ‏ CSR | كانيون–إس آر إيه إم ‏ CSR |
| ------------------------ | ------------------------ | ------------------------ |
| م                        | عداء                     | مرتبة                    |
| 21                       | كاتارزينا نيفيادوما      | 2                        |
| 22                       | تيفاني كرومويل           | لم يكمل السباق           |
| 23                       | Elise Chabbey ‏           | 87                       |
| 24                       | كلو ديجيرت (طريق)        | 43                       |
| 25                       | ثريا بالادين             | 18                       |
| 26                       | Alice Towers ‏            | 79                       |

| Ceratizit Pro Cycling ‏ WNT | Ceratizit Pro Cycling ‏ WNT | Ceratizit Pro Cycling ‏ WNT |
| -------------------------- | -------------------------- | -------------------------- |
| م                          | عداء                       | مرتبة                      |
| 31                         | Alice Maria Arzuffi ‏       | 56                         |
| 32                         | Nina Berton ‏               | 19                         |
| 33                         | Arianna Fidanza ‏           | 68                         |
| 34                         | Marta Jaskulska ‏           | 84                         |
| 35                         | Cédrine Kerbaol ‏           | 34                         |
| 36                         | Marta Lach ‏                | 54                         |

| FDJ–Suez ‏ FST | FDJ–Suez ‏ FST      | FDJ–Suez ‏ FST  |
| ------------- | ------------------ | -------------- |
| م             | عداء               | مرتبة          |
| 41            | Vittoria Guazzini ‏ | 46             |
| 42            | Loes Adegeest ‏     | 16             |
| 43            | Léa Curinier ‏      | 37             |
| 44            | Amber Kraak ‏       | 36             |
| 45            | غلاديس فيرهلست ‏    | لم يكمل السباق |
| 46            | جادي فيل           | 33             |

| بلانتور بورا سيلينج تيم ‏ ___ | بلانتور بورا سيلينج تيم ‏ ___ | بلانتور بورا سيلينج تيم ‏ ___ |
| ---------------------------- | ---------------------------- | ---------------------------- |
| م                            | عداء                         | مرتبة                        |
| 51                           | ساني كانت                    | 77                           |
| 52                           | Evy Kuijpers ‏                | 45                           |
| 53                           | Julie De Wilde ‏              | 67                           |
| 54                           | Yara Kastelijn ‏              | لم يكمل السباق               |
| 55                           | Puck Pieterse ‏               | 6                            |
| 56                           | Christina Schweinberger ‏     | 32                           |

| رالي سايكلنج ‏ HPH | رالي سايكلنج ‏ HPH   | رالي سايكلنج ‏ HPH |
| ----------------- | ------------------- | ----------------- |
| م                 | عداء                | مرتبة             |
| 61                | Audrey Cordon-Ragot | 44                |
| 62                | Linda Zanetti ‏      | لم يكمل السباق    |
| 63                | Maëlle Grossetête ‏  | 82                |
| 64                | رومي كاسبر          | لم يكمل السباق    |
| 65                | ليلي وليامز         | 29                |
| 66                | Katia Ragusa ‏       | 41                |

| Lidl–Trek (women's team) ‏ LTK | Lidl–Trek (women's team) ‏ LTK | Lidl–Trek (women's team) ‏ LTK |
| ----------------------------- | ----------------------------- | ----------------------------- |
| م                             | عداء                          | مرتبة                         |
| 71                            | إليسا ونغو بورغيني (طريق)     | 1                             |
| 72                            | إليسا بالسامو                 | 47                            |
| 73                            | لوسيندا براند                 | 22                            |
| 74                            | Lizzie Deignan                | لم يكمل السباق                |
| 75                            | Lauretta Hanson ‏              | 30                            |
| 76                            | شيرين فان أنروي               | 3                             |

| Liv AlUla Jayco ‏ LAJ | Liv AlUla Jayco ‏ LAJ | Liv AlUla Jayco ‏ LAJ |
| -------------------- | -------------------- | -------------------- |
| م                    | عداء                 | مرتبة                |
| 81                   | ليتيزيا باتيرنوستر   | 9                    |
| 82                   | Georgie Howe ‏        | لم يكمل السباق       |
| 83                   | Jeanne Korevaar ‏     | 48                   |
| 84                   | Alexandra Manly ‏     | 83                   |
| 85                   | Amber Pate ‏          | 73                   |
| 86                   | Silke Smulders ‏      | 28                   |

| موفيستار للسيدات ‏ MOV | موفيستار للسيدات ‏ MOV | موفيستار للسيدات ‏ MOV |
| --------------------- | --------------------- | --------------------- |
| م                     | عداء                  | مرتبة                 |
| 91                    | أرلينيس سيرا (طريق)   | 12                    |
| 92                    | أود بيانيك            | 42                    |
| 93                    | Emma Norsgaard        | 20                    |
| 94                    | شيلا جوتيريز          | لم يكمل السباق        |
| 95                    | فلورتجي ماكايج        | 81                    |
| 96                    | Lucia Ruiz Pérez ‏     | لم يكمل السباق        |

| فريق كوجياس ميتلر لوك برو للدراجات ‏ CGS | فريق كوجياس ميتلر لوك برو للدراجات ‏ CGS | فريق كوجياس ميتلر لوك برو للدراجات ‏ CGS |
| --------------------------------------- | --------------------------------------- | --------------------------------------- |
| م                                       | عداء                                    | مرتبة                                   |
| 101                                     | Antri Christoforou ‏ (طريق)              | لم يكمل السباق                          |
| 102                                     | Maggie Coles-Lyster ‏                    | 26                                      |
| 103                                     | Sofia Collinelli ‏                       | لم يكمل السباق                          |
| 104                                     | تمارا بالابولينا ‏ (طريق)                | 27                                      |
| 105                                     | Giorgia Vettorello ‏                     | 72                                      |
| 106                                     | إيلينا بيروني                           | 86                                      |

| فريق سنويب للسيدات ‏ DFP | فريق سنويب للسيدات ‏ DFP | فريق سنويب للسيدات ‏ DFP |
| ----------------------- | ----------------------- | ----------------------- |
| م                       | عداء                    | مرتبة                   |
| 111                     | فايفر جورجي (طريق)      | 13                      |
| 112                     | Francesca Barale ‏       | 39                      |
| 113                     | فرانشيسكا كوش ‏          | 49                      |
| 114                     | Josie Nelson ‏           | لم يكمل السباق          |
| 115                     | Daniek Hengeveld ‏       | لم يكمل السباق          |
| 116                     | Eleonora Ciabocco ‏      | 38                      |

| جامبو فيسما للسيدات ‏ TVL | جامبو فيسما للسيدات ‏ TVL | جامبو فيسما للسيدات ‏ TVL |
| ------------------------ | ------------------------ | ------------------------ |
| م                        | عداء                     | مرتبة                    |
| 121                      | ماريان فوس               | 4                        |
| 122                      | Sophie von Berswordt ‏    | 55                       |
| 123                      | Lieke Nooijen ‏           | 57                       |
| 124                      | Linda Riedmann ‏          | 70                       |
| 125                      | Fem van Empel ‏           | 17                       |
| 126                      | Margaux Vigié ‏           | 78                       |

| يو أي أيه تيم ‏ UAD | يو أي أيه تيم ‏ UAD   | يو أي أيه تيم ‏ UAD |
| ------------------ | -------------------- | ------------------ |
| م                  | عداء                 | مرتبة              |
| 131                | Silvia Persico ‏      | 7                  |
| 132                | ألينا أمياليوسيك     | 85                 |
| 133                | صوفيا بيرتيزولو      | لم يكمل السباق     |
| 134                | كيارا كونسوني        | 35                 |
| 135                | Eleonora Gasparrini ‏ | 80                 |
| 136                | Karlijn Swinkels ‏    | 10                 |

| فريق أونو إكس برو للدراجات للسيدات ‏ UXM | فريق أونو إكس برو للدراجات للسيدات ‏ UXM | فريق أونو إكس برو للدراجات للسيدات ‏ UXM |
| --------------------------------------- | --------------------------------------- | --------------------------------------- |
| م                                       | عداء                                    | مرتبة                                   |
| 141                                     | ماريا جوليا كونفالونيري                 | لم يكمل السباق                          |
| 142                                     | سوزان أندرسن (طريق)                     | 76                                      |
| 143                                     | إلينور باركر                            | لم يكمل السباق                          |
| 144                                     | Simone Boilard ‏                         | 52                                      |
| 145                                     | Marte Berg Edseth ‏                      | لم يكمل السباق                          |
| 146                                     | أنوسكا كوستر                            | 65                                      |

| Cofidis Women Team ‏ COF | Cofidis Women Team ‏ COF  | Cofidis Women Team ‏ COF |
| ----------------------- | ------------------------ | ----------------------- |
| م                       | عداء                     | مرتبة                   |
| 151                     | Martina Alzini ‏          | 75                      |
| 152                     | Victoire Berteau ‏ (طريق) | 14                      |
| 153                     | Josie Talbot ‏            | لم يكمل السباق          |
| 154                     | Špela Kern ‏              | لم يكمل السباق          |
| 155                     | سارة روي                 | 61                      |
| 156                     | كيرستي فان هافتن         | لم يكمل السباق          |

| اركيا للسيدات ‏ ARK | اركيا للسيدات ‏ ARK  | اركيا للسيدات ‏ ARK |
| ------------------ | ------------------- | ------------------ |
| م                  | عداء                | مرتبة              |
| 161                | Lotte Claes ‏        | 69                 |
| 162                | Maaike Coljé ‏       | لم يكمل السباق     |
| 163                | ميشيلا دراموند      | لم يبدأ            |
| 164                | إميليا فهلين (طريق) | 63                 |
| 165                | Anaïs Morichon ‏     | لم يكمل السباق     |
| 166                | Maëva Squiban ‏      | لم يكمل السباق     |

| بنجوال شوفالمير ‏ CHE | بنجوال شوفالمير ‏ CHE | بنجوال شوفالمير ‏ CHE |
| -------------------- | -------------------- | -------------------- |
| م                    | عداء                 | مرتبة                |
| 171                  | Tara Gins ‏           | لم يكمل السباق       |
| 172                  | مالين إريكسن ‏        | لم يكمل السباق       |
| 173                  | Antonia Gröndahl ‏    | لم يكمل السباق       |
| 174                  | Cleo Kiekens ‏        | لم يكمل السباق       |
| 175                  | حنا نيلسون           | 88                   |
| 176                  | Emily Watts ‏         | لم يكمل السباق       |

| EF Education–Oatly ‏ EFC | EF Education–Oatly ‏ EFC | EF Education–Oatly ‏ EFC |
| ----------------------- | ----------------------- | ----------------------- |
| م                       | عداء                    | مرتبة                   |
| 181                     | Coryn Labecki           | لم يكمل السباق          |
| 182                     | Letizia Borghesi ‏       | 31                      |
| 183                     | كريستين فولكنر          | 21                      |
| 184                     | أليسون جاكسون (طريق)    | 58                      |
| 185                     | نينا كيسلر              | 59                      |
| 186                     | Noemi Rüegg ‏            | لم يكمل السباق          |

| دروبز ‏ LPW | دروبز ‏ LPW             | دروبز ‏ LPW     |
| ---------- | ---------------------- | -------------- |
| م          | عداء                   | مرتبة          |
| 191        | Maddie Leech ‏          | لم يكمل السباق |
| 192        | هايدي فرانز            | لم يكمل السباق |
| 193        | أليسيا غونزاليس بلانكو | لم يكمل السباق |
| 194        | Kristýna Burlová ‏      | لم يكمل السباق |
| 195        | NED                    | لم يكمل السباق |
| 196        | Ella Jamieson‏          | لم يكمل السباق |

| لوتو بيليسول للسيدات ‏ LDL | لوتو بيليسول للسيدات ‏ LDL | لوتو بيليسول للسيدات ‏ LDL |
| ------------------------- | ------------------------- | ------------------------- |
| م                         | عداء                      | مرتبة                     |
| 201                       | ثاليتا دي جونج            | 15                        |
| 202                       | Wilma Aintila ‏            | 50                        |
| 203                       | Audrey De Keersmaeker ‏    | لم يكمل السباق            |
| 204                       | Fauve Bastiaenssen ‏       | 25                        |
| 205                       | Mieke Docx ‏               | لم يكمل السباق            |
| 206                       | Quinty van de Guchte ‏     | لم يكمل السباق            |

| Proximus-Cyclis CT‏ ___ | Proximus-Cyclis CT‏ ___ | Proximus-Cyclis CT‏ ___ |
| ---------------------- | ---------------------- | ---------------------- |
| م                      | عداء                   | مرتبة                  |
| 211                    | Amber Aernouts‏         | لم يكمل السباق         |
| 212                    | Lente Boskamp‏          | لم يكمل السباق         |
| 213                    | Marieke de Groot ‏      | لم يكمل السباق         |
| 214                    | Marga López (cyclist) ‏ | لم يكمل السباق         |
| 215                    | Febe Poppe‏             | لم يكمل السباق         |
| 216                    | Deborah Veerman ‏       | لم يكمل السباق         |

| تيم كوب هايتك بوردكتس ‏ HPU | تيم كوب هايتك بوردكتس ‏ HPU | تيم كوب هايتك بوردكتس ‏ HPU |
| -------------------------- | -------------------------- | -------------------------- |
| م                          | عداء                       | مرتبة                      |
| 221                        | Camilla Rånes Bye‏          | لم يكمل السباق             |
| 222                        | India Grangier ‏            | 62                         |
| 223                        | Monica Greenwood ‏          | لم يكمل السباق             |
| 224                        | Sigrid Ytterhus Haugset ‏   | 53                         |
| 225                        | NOR                        | لم يكمل السباق             |
| 226                        | Aidi Gerde Tuisk ‏          | لم يكمل السباق             |

| باركهوتل فالكنبورغ ‏ VWT | باركهوتل فالكنبورغ ‏ VWT | باركهوتل فالكنبورغ ‏ VWT |
| ----------------------- | ----------------------- | ----------------------- |
| م                       | عداء                    | مرتبة                   |
| 231                     | Valerie Demey ‏          | لم يكمل السباق          |
| 232                     | Anne Dijkstra ‏          | 64                      |
| 233                     | Eline Jansen ‏           | 51                      |
| 234                     | Marieke Meert‏           | لم يكمل السباق          |
| 235                     | Scarlett Souren ‏        | 60                      |
| 236                     | Margot Vanpachtenbeke ‏  | 66                      |

## التصنيف العام النهائي
| التصنيف العام         | التصنيف العام        | التصنيف العام             | التصنيف العام | التصنيف العام |
| المتسابقة             | المتسابقة            | الفريق                    | الوقت         |               |
| --------------------- | -------------------- | ------------------------- | ------------- | ------------- |
| 1                     | إليسا ونغو بورغيني   | Lidl–Trek (women's team) ‏ | 4 س 16 د 04 ث |               |
| 2                     | Katarzyna Niewiadoma | كانيون–إس آر إيه إم ‏      | + 0 ث         |               |
| 3                     | شيرين فان أنروي      | Lidl–Trek (women's team) ‏ | + 0 ث         |               |
| 4                     | ماريان فوس           | جامبو فيسما للسيدات ‏      | + 9 ث         |               |
| 5                     | لوت كوبيكي           | إس دي وركس ‏               | + 9 ث         |               |
| 6                     | Puck Pieterse ‏       | بلانتور بورا سيلينج تيم ‏  | + 9 ث         |               |
| 7                     | Silvia Persico ‏      | يو أي أيه تيم ‏            | + 9 ث         |               |
| 8                     | ديمي فوليرينغ        | إس دي وركس ‏               | + 15 ث        |               |
| 9                     | ليتيزيا باتيرنوستر   | Liv AlUla Jayco ‏          | + 1 د 40 ث    |               |
| 10                    | Karlijn Swinkels ‏    | يو أي أيه تيم ‏            | + 1 د 40 ث    |               |
|                       |                      |                           |               |               |
| مصدر: ProCyclingStats |                      |                           |               |               |

## وصلات خارجية
- لمحة عن سباق طواف فلاندرز للسيدات 2024 على موقع  ProCyclingStats   (برو  سايكلنج  ستاتس) - إحصاءات  محترفي  الدراجات.
- طواف فلاندرز للسيدات 2024 على موقع إحصائيات الدراجات الإحترافية (الإنجليزية)